# Also Eden
Also Eden is een Britse band die zich beweegt op het gebied van de progressieve rock. De band timmert aan de weg sinds 2005. De muziek lijkt op die van Pallas, hetgeen komt doordat het stemgeluid van de zanger sterke overeenkomsten vertoont met die van Alan Reed, zanger van Pallas.  Daarnaast zijn invloeden te horen van Genesis en Marillion.
In 2009 verliet de slagwerker Tim Coleman de band omdat hij de bandwerkzaamheden niet langer kon verenigen met zijn privéleven. Hij is vervangen door de uit Nederland afkomstige Dave Roelofs. In 2010 blijkt ook zanger Huw Lloyd-Jones te zijn vertrokken. Zijn opvolger heet Rich Harding.

## Leden
- Rich Harding – zang
- Si Rogers – gitaar
- Steve Dunn – basgitaar
- Ian Hodson – toetsen
- Dave Roelofs – slagwerk (-2010)
- Lee Nicholas - slegwerk (2010-)

## Discografie
- 2006: About time
- 2008: It's kind of you to ask
- 2010: Differences as light
- 2011: Think of the children!
- 2014: Redacted